# Loma San Bernabé
Loma San Bernabé är en ort i Mexiko.   Den ligger i kommunen San Lucas Ojitlán och delstaten Oaxaca, i den sydöstra delen av landet, 300 km sydost om huvudstaden Mexico City. Loma San Bernabé ligger 96 meter över havet och antalet invånare är 385.
Terrängen runt Loma San Bernabé är platt åt sydväst, men åt nordost är den kuperad. Runt Loma San Bernabé är det ganska glesbefolkat, med 39 invånare per kvadratkilometer. Närmaste större samhälle är San Lucas Ojitlán, 4,3 km sydväst om Loma San Bernabé. Omgivningarna runt Loma San Bernabé är en mosaik av jordbruksmark och naturlig växtlighet.